# Pjotr Wiktorowitsch Migunow
Pjotr Wiktorowitsch Migunow (russisch Пётр Викторович Мигунов; * 24. August 1974 in Leningrad) ist ein russischer Opern- und Konzertsänger (Bass).

## Leben
Migunow absolvierte das Sankt Petersburger Konservatorium und gewann 1997 und 1999 sowohl die Tokioter als auch die Salzburger Gesangswettbewerbe. Er ist bekannt für seine Interpretation der Basspartie in Beethovens Neunter Symphonie sowie für die Basspartien in den Requien von Mozart und Gabriel Fauré.
Migunow ist auch für seine Darstellung von Opern-Partien wie Mephistopheles in Faust, Fürst Gremin in Eugen Onegin, René in Iolanta und Don Iñigo in L’heure espagnole bekannt.
2000 trat er sowohl in der Carnegie Hall als auch im Lincoln Center Theater auf. In Russland ist er Solist des Bolschoi-Theaters.

## Auszeichnungen
- 1999: Internationaler Mozartwettbewerb Salzburg – Jeanne Kahn Preis[1]